# Rickey McGill
Rickey Isiah Justin McGill jr. (Spring Valley, 19 giugno 1997) è un cestista statunitense.

## Carriera
Dopo aver trascorso la carriera universitaria con gli Iona Gaels, il 21 agosto 2019 firma il primo contratto professionistico con il Paniōnios; il 27 agosto 2020 passa ai Plymouth Raiders. Il 24 settembre 2021 firma con il Rapla, trasferendosi poi nel successivo mese di novembre al Soproni e terminando anzitempo la stagione a causa della rottura del legamento crociato anteriore.
Il 9 gennaio 2023 viene tesserato dal Pau-Lacq-Orthez.